# Jean-François Pradeau
Jean-François Pradeau es un historiador de la filosofía francés, profesor de filosofía antigua en la Université Lyon III, miembro del Institut universitaire de France, y director de la Revue les Etudes Platoniciennes (Revista de estudios Platónicos). Es también exalumno de la École normale supérieure de Fontenay-Saint-Cloud.
Su obra está principalmente dedicada al estudio del pensamiento político de Platón, en donde destacan los siguientes trabajos:
- Platon et la cité, PUF, 1997.
- Le monde de la politique. Sur le récit atlante de Platon. Timée (17a-27b) et Critias. Sankt Augustin, Academia Verlag, 1997.
- Le vocabulaire de Platon. En colaboración con Luc Brisson. Ellipses, 1998.
- Platon. Ellipses, 1999.
- Platon, les formes intelligibles. En collaboration avec Luc Brisson. PUF, 2001.
- L'imitation du principe. Plotin et la participation. Vrin, 2003.
- Platon, les démocrates et la démocratie. Essai sur la réception contemporaine de la pensée platonicienne. Bibliopolis, 2005.
- Dictionnaire Platon. En colaboración con Luc Brisson. Vrin, 2007.
- Les Lois de Platon. En colaboración con Luc Brisson. PUF, 2007.
- La communauté des affections. Études sur la pensée éthique et politique de Platon. Vrin, 2008.
- Platon et l'imitation. Aubier, 2009.
- Histoire de la philosophie. Editions du Seuil, 2009.
- Philosophie antique. PUF, 2010.
- Dans les Tribunes. Éloge du supporter. Les Belles Lettres, 2010.